# Gerstner
Gerstner kan avse olika personer med det efternamnet:
- Jacob Gerstner (1888 – 1948)
- Sascha Gerstner
- Franz Anton (Ritter) von Gerstner
- Franz Josef von Gerstner